# (7775) Taiko
(7775) Taiko est un astéroïde de la ceinture principale.

## Description
(7775) Taiko est un astéroïde de la ceinture principale. Il fut découvert le 4 décembre 1992 à Yatsugatake par Yoshio Kushida et Osamu Muramatsu. Il présente une orbite caractérisée par un demi-grand axe de 2,67 UA, une excentricité de 0,18 et une inclinaison de 4,4° par rapport à l'écliptique.

## Compléments